# Azzurra Volley Firenze
Azzurra Volley Firenze är en volleybollklubb (damer) från Florens, Italien. Klubben bildades 1975 och debutterade i serie A1 (högsta serien) 2014/2015. Där har de lyckats hålla sig kvar sedan dess. Av sponsorsskäl har klubben genom åren använt ett antal olika namn vid marknadsföringen av laget. Fram till 2022 hade klubben sitt säte i San Casciano in Val di Pesa.